# IndyCar Series 2009

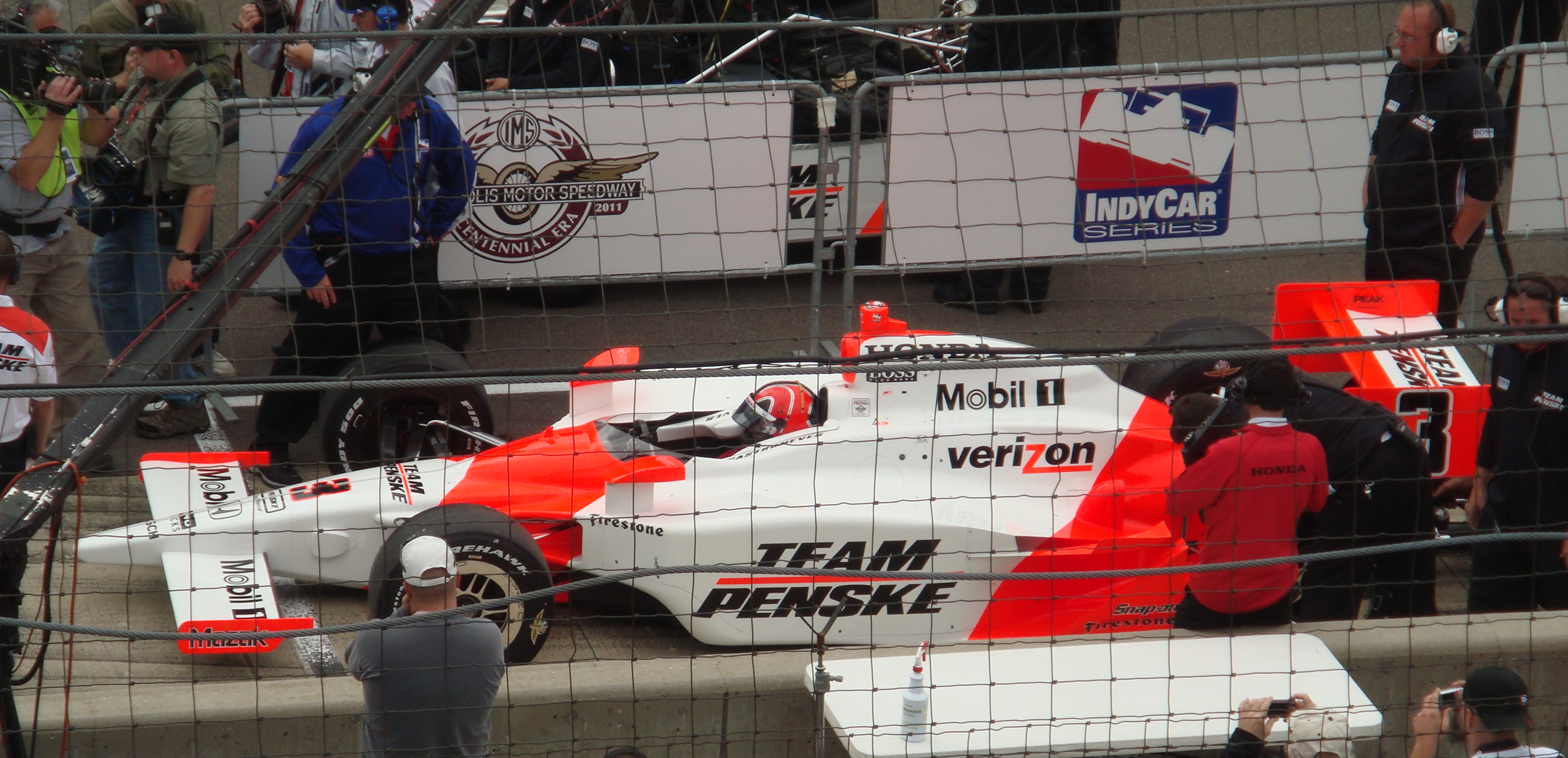
Hélio Castroneves, winnaar van de 93ste Indianapolis 500.

De IndyCar Series 2009 was het veertiende kampioenschap van de IndyCar Series. De eerste race werd gereden op 5 april 2009 op het stratencircuit Saint Petersburg. De 93ste Indianapolis 500 stond als vierde race gepland op de kalender en werd gereden op 24 mei. Braziliaans coureur Hélio Castroneves won deze race voor de derde keer in zijn carrière. Het seizoen werd beëindigd op 11 oktober 2009 met de race op de Homestead-Miami Speedway. Robert Doornbos reed de eerste helft van het seizoen voor het team van Newman-Haas-Lanigan Racing en reed vanaf Mid-Ohio voor HVM Racing. Het kampioenschap werd gewonnen door Dario Franchitti. Hij won de IndyCar Series voor de tweede keer in zijn carrière. Het was de eerste keer in de geschiedenis van de IndyCar dat geen enkele race gewonnen werd door een Amerikaanse autocoureur. Raphael Matos won de trofee Rookie of the Year.

## Deelnemersveld
| Team                                               | Chassis | Motor | Rijder                                                                 | Opmerkingen |
| -------------------------------------------------- | ------- | ----- | ---------------------------------------------------------------------- | --- |
| A.J. Foyt Enterprises                              | Dallara | Honda | Vitor Meira Paul Tracy A.J. Foyt IV Ryan Hunter-Reay                   | Uit vanaf Indianapolis door kwetsuur Milwaukee Indianapolis en Texas Vanaf Iowa, overgekomen van Vision Racing |
| Andretti Green Racing                              | Dallara | Honda | Danica Patrick Tony Kanaan Marco Andretti Hideki Mutoh Franck Montagny | Infineon Raceway                                                                                               |
| Chip Ganassi Racing                                | Dallara | Honda | Scott Dixon Dario Franchitti                                           | |
| Conquest Racing                                    | Dallara | Honda | Alex Tagliani Bruno Junqueira                                          | Indianapolis, gekwalificeerd, maar vervangen door Tagliani                                                     |
| Dale Coyne Racing                                  | Dallara | Honda | Justin Wilson Tomas Scheckter                                          | Indianapolis, daarna naar Dreyer & Reinbold                                                                    |
| Dreyer & Reinbold Racing                           | Dallara | Honda | Darren Manning Mike Conway Milka Duno Tomas Scheckter Davey Hamilton   | Saint Petersburg en Long Beach Gedeeltelijk programma Indianapolis                                             |
| HVM Racing                                         | Dallara | Honda | Ernesto Viso Robert Doornbos Nelson Philippe                           | Vanaf Mid-Ohio Indianapolis                                                                                    |
| KV Racing                                          | Dallara | Honda | Mario Moraes Paul Tracy Townsend Bell                                  | Gedeeltelijk programma Indianapolis                                                                            |
| Luczo-Dragon Racing                                | Dallara | Honda | Raphael Matos                                                          | |
| Newman-Haas-Lanigan Racing                         | Dallara | Honda | Graham Rahal Robert Doornbos Oriol Servià                              | Tot Kentucky, verhuisd dan naar HVM Racing Vanaf Mid-Ohio                                                      |
| Panther Racing                                     | Dallara | Honda | Dan Wheldon Scott Sharp                                                | Indianapolis                                                                                                   |
| Penske Racing                                      | Dallara | Honda | Hélio Castroneves Ryan Briscoe Will Power                              | Vanaf Long Beach Gedeeltelijk programma                                                                        |
| Sarah Fisher Racing                                | Dallara | Honda | Sarah Fisher                                                           | Gedeeltelijk programma                                                                                         |
| Vision Racing                                      | Dallara | Honda | Ryan Hunter-Reay Ed Carpenter                                          | Vanaf Iowa naar A.J. Foyt Enterprises                                                                          |
| 3G Racing                                          | Dallara | Honda | Stanton Barrett Jaques Lazier Richard Antinucci                        | Gedeeltelijk programma                                                                                         |
| Teams die alleen deelnamen aan de Indianapolis 500 |         |       |                                                                        | |
| Hemelgarn Racing                                   | Dallara | Honda | Buddy Lazier                                                           | Niet gekwalificeerd voor de Indy 500                                                                           |
| Rahal Letterman Racing                             | Dallara | Honda | Oriol Servià                                                           | |
| Richard Petty Motorsports                          | Dallara | Honda | John Andretti                                                          | |
| Sam Schmidt Motorsports                            | Dallara | Honda | Alex Lloyd                                                             | |

## Races
Alle starttijden zijn volgens Midden-Europese Tijd en zijn eventueel nog onderhevig aan verandering.

| 1. Honda GP of St. Petersburg | Uitslag                                                  | Uitslag                                   | Circuit |
| --- | -------------------------------------------------------- | ----------------------------------------- | ------- |
| zondag 5 april, 21.00 uur Stratencircuit, Saint Petersburg Lengte: 180 mijl, 289,68 km Ronden: 100 Winnaar 2008: Graham Rahal           | 1e                                                       | Ryan Briscoe (Penske Racing)              |         |
| zondag 5 april, 21.00 uur Stratencircuit, Saint Petersburg Lengte: 180 mijl, 289,68 km Ronden: 100 Winnaar 2008: Graham Rahal           | 2e                                                       | Ryan Hunter-Reay (Vision Racing)          |         |
| zondag 5 april, 21.00 uur Stratencircuit, Saint Petersburg Lengte: 180 mijl, 289,68 km Ronden: 100 Winnaar 2008: Graham Rahal           | 3e                                                       | Justin Wilson (Dale Coyne Racing)         |         |
| zondag 5 april, 21.00 uur Stratencircuit, Saint Petersburg Lengte: 180 mijl, 289,68 km Ronden: 100 Winnaar 2008: Graham Rahal           | 4e                                                       | Dario Franchitti (Chip Ganassi Racing)    |         |
| zondag 5 april, 21.00 uur Stratencircuit, Saint Petersburg Lengte: 180 mijl, 289,68 km Ronden: 100 Winnaar 2008: Graham Rahal           | 5e                                                       | Tony Kanaan (Andretti Green Racing)       |         |
| zondag 5 april, 21.00 uur Stratencircuit, Saint Petersburg Lengte: 180 mijl, 289,68 km Ronden: 100 Winnaar 2008: Graham Rahal           | Poleposition : Graham Rahal (Newman-Haas-Lanigan Racing) |                                           |         |
| |                                                          |                                           |         |
| 2. Toyota Grand Prix of Long Beach | Uitslag                                                  | Uitslag                                   | Circuit |
| zondag 19 april, 22.30 uur Stratencircuit Long Beach, Long Beach Lengte: 163,34 mijl, 262,87 km Ronden: 83 Winnaar 2008: Will Power     | 1e                                                       | Dario Franchitti (Chip Ganassi Racing)    |         |
| zondag 19 april, 22.30 uur Stratencircuit Long Beach, Long Beach Lengte: 163,34 mijl, 262,87 km Ronden: 83 Winnaar 2008: Will Power     | 2e                                                       | Will Power (Penske Racing)                |         |
| zondag 19 april, 22.30 uur Stratencircuit Long Beach, Long Beach Lengte: 163,34 mijl, 262,87 km Ronden: 83 Winnaar 2008: Will Power     | 3e                                                       | Tony Kanaan (Andretti Green Racing)       |         |
| zondag 19 april, 22.30 uur Stratencircuit Long Beach, Long Beach Lengte: 163,34 mijl, 262,87 km Ronden: 83 Winnaar 2008: Will Power     | 4e                                                       | Danica Patrick (Andretti Green Racing)    |         |
| zondag 19 april, 22.30 uur Stratencircuit Long Beach, Long Beach Lengte: 163,34 mijl, 262,87 km Ronden: 83 Winnaar 2008: Will Power     | 5e                                                       | Dan Wheldon (Panther Racing)              |         |
| zondag 19 april, 22.30 uur Stratencircuit Long Beach, Long Beach Lengte: 163,34 mijl, 262,87 km Ronden: 83 Winnaar 2008: Will Power     | Poleposition : Will Power (Penske Racing)                |                                           |         |
| |                                                          |                                           |         |
| 3. RoadRunner Turbo Indy 300 | Uitslag                                                  | Uitslag                                   | Circuit |
| zondag 26 april, 23.00 uur Kansas Speedway, Kansas City Lengte: 304 mijl, 489,24 km Ronden: 200 Winnaar 2008: Dan Wheldon               | 1e                                                       | Scott Dixon (Chip Ganassi Racing)         |         |
| zondag 26 april, 23.00 uur Kansas Speedway, Kansas City Lengte: 304 mijl, 489,24 km Ronden: 200 Winnaar 2008: Dan Wheldon               | 2e                                                       | Hélio Castroneves (Penske Racing)         |         |
| zondag 26 april, 23.00 uur Kansas Speedway, Kansas City Lengte: 304 mijl, 489,24 km Ronden: 200 Winnaar 2008: Dan Wheldon               | 3e                                                       | Tony Kanaan (Andretti Green Racing)       |         |
| zondag 26 april, 23.00 uur Kansas Speedway, Kansas City Lengte: 304 mijl, 489,24 km Ronden: 200 Winnaar 2008: Dan Wheldon               | 4e                                                       | Ryan Briscoe (Penske Racing)              |         |
| zondag 26 april, 23.00 uur Kansas Speedway, Kansas City Lengte: 304 mijl, 489,24 km Ronden: 200 Winnaar 2008: Dan Wheldon               | 5e                                                       | Danica Patrick (Andretti Green Racing)    |         |
| zondag 26 april, 23.00 uur Kansas Speedway, Kansas City Lengte: 304 mijl, 489,24 km Ronden: 200 Winnaar 2008: Dan Wheldon               | Poleposition : Graham Rahal (Newman-Haas-Lanigan Racing) |                                           |         |
| |                                                          |                                           |         |
| 4. Indianapolis 500 | Uitslag                                                  | Uitslag                                   | Circuit |
| zondag 24 mei, 20.00 uur Indianapolis Motor Speedway, Indianapolis Lengte: 500 mijl, 804,67 km Ronden: 200 Winnaar 2008: Scott Dixon    | 1e                                                       | Hélio Castroneves (Penske Racing)         |         |
| zondag 24 mei, 20.00 uur Indianapolis Motor Speedway, Indianapolis Lengte: 500 mijl, 804,67 km Ronden: 200 Winnaar 2008: Scott Dixon    | 2e                                                       | Dan Wheldon (Panther Racing)              |         |
| zondag 24 mei, 20.00 uur Indianapolis Motor Speedway, Indianapolis Lengte: 500 mijl, 804,67 km Ronden: 200 Winnaar 2008: Scott Dixon    | 3e                                                       | Danica Patrick (Andretti Green Racing)    |         |
| zondag 24 mei, 20.00 uur Indianapolis Motor Speedway, Indianapolis Lengte: 500 mijl, 804,67 km Ronden: 200 Winnaar 2008: Scott Dixon    | 4e                                                       | Townsend Bell (KV Racing)                 |         |
| zondag 24 mei, 20.00 uur Indianapolis Motor Speedway, Indianapolis Lengte: 500 mijl, 804,67 km Ronden: 200 Winnaar 2008: Scott Dixon    | 5e                                                       | Will Power (Penske Racing)                |         |
| zondag 24 mei, 20.00 uur Indianapolis Motor Speedway, Indianapolis Lengte: 500 mijl, 804,67 km Ronden: 200 Winnaar 2008: Scott Dixon    | Poleposition : Hélio Castroneves (Penske Racing)         |                                           |         |
| |                                                          |                                           |         |
| 5. ABC Supply Company A.J. Foyt 225 | Uitslag                                                  | Uitslag                                   | Circuit |
| zondag 31 mei, 22.30 uur Milwaukee Mile, West Allis Lengte: 232.2 mijl, 373,69 km Ronden: 225 Winnaar 2008: Ryan Briscoe                | 1e                                                       | Scott Dixon (Chip Ganassi Racing)         |         |
| zondag 31 mei, 22.30 uur Milwaukee Mile, West Allis Lengte: 232.2 mijl, 373,69 km Ronden: 225 Winnaar 2008: Ryan Briscoe                | 2e                                                       | Ryan Briscoe (Penske Racing)              |         |
| zondag 31 mei, 22.30 uur Milwaukee Mile, West Allis Lengte: 232.2 mijl, 373,69 km Ronden: 225 Winnaar 2008: Ryan Briscoe                | 3e                                                       | Dario Franchitti (Chip Ganassi Racing)    |         |
| zondag 31 mei, 22.30 uur Milwaukee Mile, West Allis Lengte: 232.2 mijl, 373,69 km Ronden: 225 Winnaar 2008: Ryan Briscoe                | 4e                                                       | Graham Rahal (Newman-Haas-Lanigan Racing) |         |
| zondag 31 mei, 22.30 uur Milwaukee Mile, West Allis Lengte: 232.2 mijl, 373,69 km Ronden: 225 Winnaar 2008: Ryan Briscoe                | 5e                                                       | Danica Patrick (Andretti Green Racing)    |         |
| zondag 31 mei, 22.30 uur Milwaukee Mile, West Allis Lengte: 232.2 mijl, 373,69 km Ronden: 225 Winnaar 2008: Ryan Briscoe                | Poleposition : Ryan Briscoe (Penske Racing)              |                                           |         |
| |                                                          |                                           |         |
| 6. Bombardier Learjet 550 | Uitslag                                                  | Uitslag                                   | Circuit |
| zondag 7 juni, 04.00 uur Texas Motor Speedway, Fort Worth Lengte: 331,74 mijl, 533,88 km Ronden: 228 Winnaar 2008: Scott Dixon          | 1e                                                       | Hélio Castroneves (Penske Racing)         |         |
| zondag 7 juni, 04.00 uur Texas Motor Speedway, Fort Worth Lengte: 331,74 mijl, 533,88 km Ronden: 228 Winnaar 2008: Scott Dixon          | 2e                                                       | Ryan Briscoe (Penske Racing)              |         |
| zondag 7 juni, 04.00 uur Texas Motor Speedway, Fort Worth Lengte: 331,74 mijl, 533,88 km Ronden: 228 Winnaar 2008: Scott Dixon          | 3e                                                       | Scott Dixon (Chip Ganassi Racing)         |         |
| zondag 7 juni, 04.00 uur Texas Motor Speedway, Fort Worth Lengte: 331,74 mijl, 533,88 km Ronden: 228 Winnaar 2008: Scott Dixon          | 4e                                                       | Marco Andretti (Andretti Green Racing)    |         |
| zondag 7 juni, 04.00 uur Texas Motor Speedway, Fort Worth Lengte: 331,74 mijl, 533,88 km Ronden: 228 Winnaar 2008: Scott Dixon          | 5e                                                       | Dario Franchitti (Chip Ganassi Racing)    |         |
| zondag 7 juni, 04.00 uur Texas Motor Speedway, Fort Worth Lengte: 331,74 mijl, 533,88 km Ronden: 228 Winnaar 2008: Scott Dixon          | Poleposition : Dario Franchitti (Chip Ganassi Racing)    |                                           |         |
| |                                                          |                                           |         |
| 7. Iowa Corn Indy 250 | Uitslag                                                  | Uitslag                                   | Circuit |
| zondag 21 juni, 20.00 uur Iowa Speedway, Newton Lengte: 218,75 mijl, 352,04 km Ronden: 250 Winnaar 2008: Dan Wheldon                    | 1e                                                       | Dario Franchitti (Chip Ganassi Racing)    |         |
| zondag 21 juni, 20.00 uur Iowa Speedway, Newton Lengte: 218,75 mijl, 352,04 km Ronden: 250 Winnaar 2008: Dan Wheldon                    | 2e                                                       | Ryan Briscoe (Penske Racing)              |         |
| zondag 21 juni, 20.00 uur Iowa Speedway, Newton Lengte: 218,75 mijl, 352,04 km Ronden: 250 Winnaar 2008: Dan Wheldon                    | 3e                                                       | Hideki Muto (Andretti Green Racing)       |         |
| zondag 21 juni, 20.00 uur Iowa Speedway, Newton Lengte: 218,75 mijl, 352,04 km Ronden: 250 Winnaar 2008: Dan Wheldon                    | 4e                                                       | Dan Wheldon (Panther Racing)              |         |
| zondag 21 juni, 20.00 uur Iowa Speedway, Newton Lengte: 218,75 mijl, 352,04 km Ronden: 250 Winnaar 2008: Dan Wheldon                    | 5e                                                       | Scott Dixon (Chip Ganassi Racing)         |         |
| zondag 21 juni, 20.00 uur Iowa Speedway, Newton Lengte: 218,75 mijl, 352,04 km Ronden: 250 Winnaar 2008: Dan Wheldon                    | Poleposition : Hélio Castroneves (Penske Racing)         |                                           |         |
| |                                                          |                                           |         |
| 8. SunTrust Indy Challenge | Uitslag                                                  | Uitslag                                   | Circuit |
| zondag 28 juni, 03.00 uur Richmond International Raceway, Richmond Lengte: 225 mijl, 362,10 km Ronden: 300 Winnaar 2008: Tony Kanaan    | 1e                                                       | Scott Dixon (Chip Ganassi Racing)         |         |
| zondag 28 juni, 03.00 uur Richmond International Raceway, Richmond Lengte: 225 mijl, 362,10 km Ronden: 300 Winnaar 2008: Tony Kanaan    | 2e                                                       | Dario Franchitti (Chip Ganassi Racing)    |         |
| zondag 28 juni, 03.00 uur Richmond International Raceway, Richmond Lengte: 225 mijl, 362,10 km Ronden: 300 Winnaar 2008: Tony Kanaan    | 3e                                                       | Graham Rahal (Newman-Haas-Lanigan Racing) |         |
| zondag 28 juni, 03.00 uur Richmond International Raceway, Richmond Lengte: 225 mijl, 362,10 km Ronden: 300 Winnaar 2008: Tony Kanaan    | 4e                                                       | Hideki Muto (Andretti Green Racing)       |         |
| zondag 28 juni, 03.00 uur Richmond International Raceway, Richmond Lengte: 225 mijl, 362,10 km Ronden: 300 Winnaar 2008: Tony Kanaan    | 5e                                                       | Danica Patrick (Andretti Green Racing)    |         |
| zondag 28 juni, 03.00 uur Richmond International Raceway, Richmond Lengte: 225 mijl, 362,10 km Ronden: 300 Winnaar 2008: Tony Kanaan    | Poleposition : Dario Franchitti (Chip Ganassi Racing)    |                                           |         |
| |                                                          |                                           |         |
| 9. Camping World Watkins Glen GP | Uitslag                                                  | Uitslag                                   | Circuit |
| zondag 5 juli, 20.00 uur Watkins Glen International, Watkins Glen Lengte: 204 mijl, 328,31 km Ronden: 60 Winnaar 2008: Ryan Hunter-Reay | 1e                                                       | Justin Wilson (Dale Coyne Racing)         |         |
| zondag 5 juli, 20.00 uur Watkins Glen International, Watkins Glen Lengte: 204 mijl, 328,31 km Ronden: 60 Winnaar 2008: Ryan Hunter-Reay | 2e                                                       | Ryan Briscoe (Penske Racing)              |         |
| zondag 5 juli, 20.00 uur Watkins Glen International, Watkins Glen Lengte: 204 mijl, 328,31 km Ronden: 60 Winnaar 2008: Ryan Hunter-Reay | 3e                                                       | Scott Dixon (Chip Ganassi Racing)         |         |
| zondag 5 juli, 20.00 uur Watkins Glen International, Watkins Glen Lengte: 204 mijl, 328,31 km Ronden: 60 Winnaar 2008: Ryan Hunter-Reay | 4e                                                       | Hélio Castroneves (Penske Racing)         |         |
| zondag 5 juli, 20.00 uur Watkins Glen International, Watkins Glen Lengte: 204 mijl, 328,31 km Ronden: 60 Winnaar 2008: Ryan Hunter-Reay | 5e                                                       | Marco Andretti (Andretti Green Racing)    |         |
| zondag 5 juli, 20.00 uur Watkins Glen International, Watkins Glen Lengte: 204 mijl, 328,31 km Ronden: 60 Winnaar 2008: Ryan Hunter-Reay | Poleposition : Ryan Briscoe (Penske Racing)              |                                           |         |
| |                                                          |                                           |         |
| 10. Honda Indy Toronto | Uitslag                                                  | Uitslag                                   | Circuit |
| zondag 12 juli, 19.00 uur Stratencircuit, Toronto Lengte: 149,175 mijl, 240 km Ronden: 85 Winnaar 2008: Niet gereden                    | 1e                                                       | Dario Franchitti (Chip Ganassi Racing)    |         |
| zondag 12 juli, 19.00 uur Stratencircuit, Toronto Lengte: 149,175 mijl, 240 km Ronden: 85 Winnaar 2008: Niet gereden                    | 2e                                                       | Ryan Briscoe (Penske Racing)              |         |
| zondag 12 juli, 19.00 uur Stratencircuit, Toronto Lengte: 149,175 mijl, 240 km Ronden: 85 Winnaar 2008: Niet gereden                    | 3e                                                       | Will Power (Penske Racing)                |         |
| zondag 12 juli, 19.00 uur Stratencircuit, Toronto Lengte: 149,175 mijl, 240 km Ronden: 85 Winnaar 2008: Niet gereden                    | 4e                                                       | Scott Dixon (Chip Ganassi Racing)         |         |
| zondag 12 juli, 19.00 uur Stratencircuit, Toronto Lengte: 149,175 mijl, 240 km Ronden: 85 Winnaar 2008: Niet gereden                    | 5e                                                       | Justin Wilson (Dale Coyne Racing)         |         |
| zondag 12 juli, 19.00 uur Stratencircuit, Toronto Lengte: 149,175 mijl, 240 km Ronden: 85 Winnaar 2008: Niet gereden                    | Poleposition : Dario Franchitti (Chip Ganassi Racing)    |                                           |         |
| |                                                          |                                           |         |
| 11. Rexall Edmonton Indy | Uitslag                                                  | Uitslag                                   | Circuit |
| maandag 27 juli, 00.00 uur Edmonton City Centre Airport, Edmonton Lengte: 186,2 mijl, 299,66 km Ronden: 95 Winnaar 2008: Scott Dixon    | 1e                                                       | Will Power (Penske Racing)                |         |
| maandag 27 juli, 00.00 uur Edmonton City Centre Airport, Edmonton Lengte: 186,2 mijl, 299,66 km Ronden: 95 Winnaar 2008: Scott Dixon    | 2e                                                       | Hélio Castroneves (Penske Racing)         |         |
| maandag 27 juli, 00.00 uur Edmonton City Centre Airport, Edmonton Lengte: 186,2 mijl, 299,66 km Ronden: 95 Winnaar 2008: Scott Dixon    | 3e                                                       | Scott Dixon (Chip Ganassi Racing)         |         |
| maandag 27 juli, 00.00 uur Edmonton City Centre Airport, Edmonton Lengte: 186,2 mijl, 299,66 km Ronden: 95 Winnaar 2008: Scott Dixon    | 4e                                                       | Ryan Briscoe (Penske Racing)              |         |
| maandag 27 juli, 00.00 uur Edmonton City Centre Airport, Edmonton Lengte: 186,2 mijl, 299,66 km Ronden: 95 Winnaar 2008: Scott Dixon    | 5e                                                       | Dario Franchitti (Chip Ganassi Racing)    |         |
| maandag 27 juli, 00.00 uur Edmonton City Centre Airport, Edmonton Lengte: 186,2 mijl, 299,66 km Ronden: 95 Winnaar 2008: Scott Dixon    | Poleposition : Will Power (Penske Racing)                |                                           |         |
| |                                                          |                                           |         |
| 12. Meijer Indy 300 | Uitslag                                                  | Uitslag                                   | Circuit |
| zondag 2 augustus, 03.00 uur Kentucky Speedway, Sparta Lengte: 300 mijl, 482,80 km Ronden: 200 Winnaar 2008: Scott Dixon                | 1e                                                       | Ryan Briscoe (Penske Racing)              |         |
| zondag 2 augustus, 03.00 uur Kentucky Speedway, Sparta Lengte: 300 mijl, 482,80 km Ronden: 200 Winnaar 2008: Scott Dixon                | 2e                                                       | Ed Carpenter (Vision Racing)              |         |
| zondag 2 augustus, 03.00 uur Kentucky Speedway, Sparta Lengte: 300 mijl, 482,80 km Ronden: 200 Winnaar 2008: Scott Dixon                | 3e                                                       | Tony Kanaan (Andretti Green Racing)       |         |
| zondag 2 augustus, 03.00 uur Kentucky Speedway, Sparta Lengte: 300 mijl, 482,80 km Ronden: 200 Winnaar 2008: Scott Dixon                | 4e                                                       | Hélio Castroneves (Penske Racing)         |         |
| zondag 2 augustus, 03.00 uur Kentucky Speedway, Sparta Lengte: 300 mijl, 482,80 km Ronden: 200 Winnaar 2008: Scott Dixon                | 5e                                                       | Graham Rahal (Newman-Haas-Lanigan Racing) |         |
| zondag 2 augustus, 03.00 uur Kentucky Speedway, Sparta Lengte: 300 mijl, 482,80 km Ronden: 200 Winnaar 2008: Scott Dixon                | Poleposition : Scott Dixon (Chip Ganassi Racing)         |                                           |         |
| |                                                          |                                           |         |
| 13. Honda 200 | Uitslag                                                  | Uitslag                                   | Circuit |
| zondag 9 augustus, 20.00 uur Mid-Ohio Sports Car Course, Lexington Lengte: 191,93 mijl, 308,88 km Ronden: 85 Winnaar 2008: Ryan Briscoe | 1e                                                       | Scott Dixon (Chip Ganassi Racing)         |         |
| zondag 9 augustus, 20.00 uur Mid-Ohio Sports Car Course, Lexington Lengte: 191,93 mijl, 308,88 km Ronden: 85 Winnaar 2008: Ryan Briscoe | 2e                                                       | Ryan Briscoe (Penske Racing)              |         |
| zondag 9 augustus, 20.00 uur Mid-Ohio Sports Car Course, Lexington Lengte: 191,93 mijl, 308,88 km Ronden: 85 Winnaar 2008: Ryan Briscoe | 3e                                                       | Dario Franchitti (Chip Ganassi Racing)    |         |
| zondag 9 augustus, 20.00 uur Mid-Ohio Sports Car Course, Lexington Lengte: 191,93 mijl, 308,88 km Ronden: 85 Winnaar 2008: Ryan Briscoe | 4e                                                       | Ryan Hunter-Reay (A.J. Foyt Enterprises)  |         |
| zondag 9 augustus, 20.00 uur Mid-Ohio Sports Car Course, Lexington Lengte: 191,93 mijl, 308,88 km Ronden: 85 Winnaar 2008: Ryan Briscoe | 5e                                                       | Hideki Muto (Andretti Green Racing)       |         |
| zondag 9 augustus, 20.00 uur Mid-Ohio Sports Car Course, Lexington Lengte: 191,93 mijl, 308,88 km Ronden: 85 Winnaar 2008: Ryan Briscoe | Poleposition : Ryan Briscoe (Penske Racing)              |                                           |         |
| |                                                          |                                           |         |
| 14. Peak Antifreeze & Motor Oil Indy | Uitslag                                                  | Uitslag                                   | Circuit |
| zondag 23 augustus, 23.50 uur Infineon Raceway, Sonoma Lengte: 172,72 mijl, 277,97 km Ronden: 75 Winnaar 2008: Hélio Castroneves        | 1e                                                       | Dario Franchitti (Chip Ganassi Racing)    |         |
| zondag 23 augustus, 23.50 uur Infineon Raceway, Sonoma Lengte: 172,72 mijl, 277,97 km Ronden: 75 Winnaar 2008: Hélio Castroneves        | 2e                                                       | Ryan Briscoe (Penske Racing)              |         |
| zondag 23 augustus, 23.50 uur Infineon Raceway, Sonoma Lengte: 172,72 mijl, 277,97 km Ronden: 75 Winnaar 2008: Hélio Castroneves        | 3e                                                       | Mike Conway (Dreyer & Reinbold Racing)    |         |
| zondag 23 augustus, 23.50 uur Infineon Raceway, Sonoma Lengte: 172,72 mijl, 277,97 km Ronden: 75 Winnaar 2008: Hélio Castroneves        | 4e                                                       | Mario Moraes (KV Racing)                  |         |
| zondag 23 augustus, 23.50 uur Infineon Raceway, Sonoma Lengte: 172,72 mijl, 277,97 km Ronden: 75 Winnaar 2008: Hélio Castroneves        | 5e                                                       | Hideki Muto (Andretti Green Racing)       |         |
| zondag 23 augustus, 23.50 uur Infineon Raceway, Sonoma Lengte: 172,72 mijl, 277,97 km Ronden: 75 Winnaar 2008: Hélio Castroneves        | Poleposition : Dario Franchitti (Chip Ganassi Racing)    |                                           |         |
| |                                                          |                                           |         |
| 15. Peak Antifreeze Indy 300 | Uitslag                                                  | Uitslag                                   | Circuit |
| zondag 30 augustus, 04.00 uur Chicagoland Speedway, Joliet Lengte: 304 mijl, 489,24 km Ronden: 200 Winnaar 2008: Hélio Castroneves      | 1e                                                       | Ryan Briscoe (Penske Racing)              |         |
| zondag 30 augustus, 04.00 uur Chicagoland Speedway, Joliet Lengte: 304 mijl, 489,24 km Ronden: 200 Winnaar 2008: Hélio Castroneves      | 2e                                                       | Scott Dixon (Chip Ganassi Racing)         |         |
| zondag 30 augustus, 04.00 uur Chicagoland Speedway, Joliet Lengte: 304 mijl, 489,24 km Ronden: 200 Winnaar 2008: Hélio Castroneves      | 3e                                                       | Mario Moraes (KV Racing)                  |         |
| zondag 30 augustus, 04.00 uur Chicagoland Speedway, Joliet Lengte: 304 mijl, 489,24 km Ronden: 200 Winnaar 2008: Hélio Castroneves      | 4e                                                       | Dario Franchitti (Chip Ganassi Racing)    |         |
| zondag 30 augustus, 04.00 uur Chicagoland Speedway, Joliet Lengte: 304 mijl, 489,24 km Ronden: 200 Winnaar 2008: Hélio Castroneves      | 5e                                                       | Graham Rahal (Newman-Haas-Lanigan Racing) |         |
| zondag 30 augustus, 04.00 uur Chicagoland Speedway, Joliet Lengte: 304 mijl, 489,24 km Ronden: 200 Winnaar 2008: Hélio Castroneves      | Poleposition : Ryan Briscoe (Penske Racing)              |                                           |         |
| |                                                          |                                           |         |
| 16. Indy Japan 300 | Uitslag                                                  | Uitslag                                   | Circuit |
| zaterdag 19 september, 05.00 uur Twin Ring Motegi, Motegi Lengte: 304 mijl, 489,24 km Ronden: 200 Winnaar 2008: Danica Patrick          | 1e                                                       | Scott Dixon (Chip Ganassi Racing)         |         |
| zaterdag 19 september, 05.00 uur Twin Ring Motegi, Motegi Lengte: 304 mijl, 489,24 km Ronden: 200 Winnaar 2008: Danica Patrick          | 2e                                                       | Dario Franchitti (Chip Ganassi Racing)    |         |
| zaterdag 19 september, 05.00 uur Twin Ring Motegi, Motegi Lengte: 304 mijl, 489,24 km Ronden: 200 Winnaar 2008: Danica Patrick          | 3e                                                       | Graham Rahal (Newman-Haas-Lanigan Racing) |         |
| zaterdag 19 september, 05.00 uur Twin Ring Motegi, Motegi Lengte: 304 mijl, 489,24 km Ronden: 200 Winnaar 2008: Danica Patrick          | 4e                                                       | Oriol Servià (Newman-Haas-Lanigan Racing) |         |
| zaterdag 19 september, 05.00 uur Twin Ring Motegi, Motegi Lengte: 304 mijl, 489,24 km Ronden: 200 Winnaar 2008: Danica Patrick          | 5e                                                       | Mario Moraes (KV Racing)                  |         |
| zaterdag 19 september, 05.00 uur Twin Ring Motegi, Motegi Lengte: 304 mijl, 489,24 km Ronden: 200 Winnaar 2008: Danica Patrick          | Poleposition : Scott Dixon (Chip Ganassi Racing)         |                                           |         |
| |                                                          |                                           |         |
| 17. GAINSCO Auto Insurance Indy 300 | Uitslag                                                  | Uitslag                                   | Circuit |
| zondag 11 oktober, 23.00 uur Homestead-Miami Speedway, Homestead Lengte: 297 mijl, 477,98 km Ronden: 200 Winnaar 2008: Scott Dixon      | 1e                                                       | Dario Franchitti (Chip Ganassi Racing)    |         |
| zondag 11 oktober, 23.00 uur Homestead-Miami Speedway, Homestead Lengte: 297 mijl, 477,98 km Ronden: 200 Winnaar 2008: Scott Dixon      | 2e                                                       | Ryan Briscoe (Penske Racing)              |         |
| zondag 11 oktober, 23.00 uur Homestead-Miami Speedway, Homestead Lengte: 297 mijl, 477,98 km Ronden: 200 Winnaar 2008: Scott Dixon      | 3e                                                       | Scott Dixon (Chip Ganassi Racing)         |         |
| zondag 11 oktober, 23.00 uur Homestead-Miami Speedway, Homestead Lengte: 297 mijl, 477,98 km Ronden: 200 Winnaar 2008: Scott Dixon      | 4e                                                       | Tony Kanaan (Andretti Green Racing)       |         |
| zondag 11 oktober, 23.00 uur Homestead-Miami Speedway, Homestead Lengte: 297 mijl, 477,98 km Ronden: 200 Winnaar 2008: Scott Dixon      | 5e                                                       | Hélio Castroneves (Penske Racing)         |         |
| zondag 11 oktober, 23.00 uur Homestead-Miami Speedway, Homestead Lengte: 297 mijl, 477,98 km Ronden: 200 Winnaar 2008: Scott Dixon      | Poleposition : Dario Franchitti (Chip Ganassi Racing)    |                                           |         |

## Rangschikking
|    | Coureur           | STP | LBH | KAN | IND | MIL | TEX | IOW | RCH | WGL | TOR | EDM | KEN | OHI | INF | CHI | MOT | MIA | Punten |
| -- | ----------------- | --- | --- | --- | --- | --- | --- | --- | --- | --- | --- | --- | --- | --- | --- | --- | --- | --- | ------ |
| 1  | Dario Franchitti  | 4   | 1   | 18  | 7   | 3   | 5   | 1   | 2   | 15  | 1   | 5   | 6   | 3   | 1   | 4   | 2   | 1   | 616    |
| 2  | Scott Dixon       | 16  | 15  | 1   | 6   | 1   | 3   | 5   | 1   | 3   | 4   | 3   | 7   | 1   | 13  | 2   | 1   | 3   | 605    |
| 3  | Ryan Briscoe      | 1   | 13  | 4   | 15  | 2   | 2   | 2   | 19  | 2   | 2   | 4   | 1   | 2   | 2   | 1   | 18  | 2   | 604    |
| 4  | Hélio Castroneves |     | 7   | 2   | 1   | 11  | 1   | 71  | 17  | 4   | 18  | 2   | 4   | 12  | 18  | 20  | 10  | 5   | 433    |
| 5  | Danica Patrick    | 19  | 4   | 5   | 3   | 5   | 6   | 9   | 5   | 11  | 6   | 11  | 8   | 19  | 16  | 12  | 6   | 19  | 393    |
| 6  | Tony Kanaan       | 5   | 3   | 3   | 27  | 19  | 8   | 14  | 6   | 8   | 17  | 21  | 3   | 10  | 8   | 13  | 11  | 4   | 386    |
| 7  | Graham Rahal      | 7   | 12  | 7   | 31  | 4   | 22  | 11  | 3   | 13  | 20  | 7   | 5   | 8   | 21  | 5   | 3   | 11  | 385    |
| 8  | Marco Andretti    | 13  | 6   | 6   | 30  | 7   | 4   | 12  | 7   | 5   | 8   | 10  | 10  | 6   | 14  | 11  | 7   | 22  | 380    |
| 9  | Justin Wilson     | 3*  | 22  | 14  | 23  | 15  | 15  | 18  | 14  | 1   | 5   | 8   | 21  | 13  | 7   | 10  | 12  | 10  | 354    |
| 10 | Dan Wheldon       | 14  | 5   | 10  | 2   | 10  | 7   | 4   | 10  | 10  | 14  | 15  | 11  | 16  | 12  | 22  | 8   | 21  | 354    |
| 11 | Hideki Muto       | 15  | 20  | 8   | 10  | 8   | 21  | 3   | 4   | 18  | 12  | 14  | 13  | 5   | 5   | 23  | 14  | 6   | 353    |
| 12 | Ed Carpenter      | 18  | 18  | 9   | 8   | 16  | 9   | 10  | 13  | 16  | 15  | 16  | 2   | 17  | 11  | 6   | 13  | 12  | 321    |
| 13 | Raphael Matos     | 20  | 8   | 20  | 22  | 6   | 12  | 16  | 8   | 12  | 10  | 18  | 16  | 9   | 9   | 9   | 9   | 14  | 312    |
| 14 | Mario Moraes      | 21  | 19  | 11  | 33  | 9   | 10  | 17  | 16  | 14  | 11  | 23  | 18  |     | 4   | 3   | 5   | 7   | 304    |
| 15 | Ryan Hunter-Reay  | 2   | 11  | 15  | 32  | 12  | 16  | 19  | 15  | 21  | 7   | 17  | 14  | 4   | 19  | 15  | 21  | 13  | 298    |
| 16 | Robert Doornbos   | 11  | 9   | 12  | 28  | 14  | 11  | 15  | 9   | 9   | 23  | 9   | 19  | 14  | 10  | 18  | 16  | 20  | 283    |
| 17 | Mike Conway       | 22  | 21  | 19  | 18  | 20  | 19  | 8   | 18  | 6   | 22  | 20  | 17  | 20  | 3   | 16  | 22  | 15  | 261    |
| 18 | Ernesto Viso      | 17  | 23  | 21  | 24  | 18  | 24  | 20  | 12  | 7   | 13  | 12  | 15  | 15  | 22  | 17  | 15  | 16  | 248    |
| 19 | Will Power        | 6   | 2   |     | 5   |     |     |     |     |     | 3   | 1   | 9   |     | DNS |     |     |     | 215    |
| 20 | Tomas Scheckter   |     |     |     | 12  | 13  | 13  | 6   | 11  |     | 16  | 19  | 22  |     |     | 8   | 23  | 9   | 195    |
| 21 | Oriol Servià      |     |     |     | 26  |     |     |     |     |     |     |     |     | 11  | 6   | 7   | 4   |     | 115    |
| 22 | Alex Tagliani     | 10  | 10  |     | 11  |     | 14  |     |     |     | 9   | 13  |     |     |     |     |     |     | 114    |
| 23 | Paul Tracy        |     |     |     | 9   | 17  |     |     |     | 20  | 19  | 6   |     | 7   |     |     |     |     | 113    |
| 24 | Milka Duno        |     |     | 16  | 20  |     | 23  |     |     | 17  |     |     | 20  | 21  | 17  | 21  |     | 17  | 113    |
| 25 | Sarah Fisher      |     |     | 13  | 17  |     | 17  |     |     |     |     |     | 12  |     |     | 14  |     | 18  | 89     |
| 26 | Jaques Lazier     |     |     |     |     |     | 18  | 13  | 20  |     |     |     | 23  |     |     | 19  |     | 23  | 77     |
| 27 | Richard Antinucci |     |     |     |     |     |     |     |     | 19  | 21  | 22  |     | 18  | 15  |     |     |     | 63     |
| 28 | Vitor Meira       | 9   | 14  | 22  | 21  |     |     |     |     |     |     |     |     |     |     |     |     |     | 62     |
| 29 | Stanton Barrett   | 12  | 17  | 17  | DNQ | DNS |     |     |     |     |     |     |     |     |     |     | 19  |     | 62     |
| 30 | Alex Lloyd        |     |     |     | 13  |     |     |     |     |     |     |     |     |     |     |     |     | 8   | 41     |
| 31 | Darren Manning    | 8   | 16  |     |     |     |     |     |     |     |     |     |     |     |     |     |     |     | 38     |
| 32 | Townsend Bell     |     |     |     | 4   |     |     |     |     |     |     |     |     |     |     |     |     |     | 32     |
| 33 | A.J. Foyt IV      |     |     |     | 16  |     | 20  |     |     |     |     |     |     |     |     |     |     |     | 26     |
| 34 | Scott Sharp       |     |     |     | 14  |     |     |     |     |     |     |     |     |     |     |     |     |     | 16     |
| 35 | Nelson Philippe   |     |     |     | 25  |     |     |     |     |     |     |     |     |     | DNS |     |     |     | 16     |
| 36 | Kosuke Matsuura   |     |     |     |     |     |     |     |     |     |     |     |     |     |     |     | 17  |     | 13     |
| 37 | John Andretti     |     |     |     | 19  |     |     |     |     |     |     |     |     |     |     |     |     |     | 12     |
| 38 | Franck Montagny   |     |     |     |     |     |     |     |     |     |     |     |     |     | 20  |     |     |     | 12     |
| 39 | Roger Yasukawa    |     |     |     |     |     |     |     |     |     |     |     |     |     |     |     | 20  |     | 12     |
| 40 | Davey Hamilton    |     |     |     | 29  |     |     |     |     |     |     |     |     |     |     |     |     |     | 10     |
| —  | Bruno Junqueira   |     |     |     | Wth |     |     |     |     |     |     |     |     |     |     |     |     |     | 0      |
| —  | Buddy Lazier      |     |     |     | DNQ |     |     |     |     |     |     |     |     |     |     |     |     |     | 0      |

+1 : Extra punt voor de poleposition.

+2 : Twee bonuspunten voor de coureur die de meeste ronden aan de leiding van de race reed.

¹ Barrett was gekwalificeerd in Milwaukee maar stond niet aan de start, halve punten toegekend als laatste in de race.

² Power en Philippe niet aan de start op Infinion na ongeluk tijdens de trainingen, halve punten toegekend.

³ Geen extra punt voor de poleposition in Iowa en Kentucky, waar de kwalificaties werden afgelast en de startgrid bepaald werd aan de hand van het aantal punten van de teams.

## Puntensysteem
| Positie in de race | 1  | 2  | 3  | 4  | 5  | 6  | 7  | 8  | 9  | 10 | 11 | 12 | 13 | 14 | 15 | 16 | 17 | 18-24 | 25-33 | PP | RL |
| ------------------ | -- | -- | -- | -- | -- | -- | -- | -- | -- | -- | -- | -- | -- | -- | -- | -- | -- | ----- | ----- | -- | -- |
| Punten             | 50 | 40 | 35 | 32 | 30 | 28 | 26 | 24 | 22 | 20 | 19 | 18 | 17 | 16 | 15 | 14 | 13 | 12    | 10    | 1  | 2  |

PP = poleposition, RL = meeste ronden aan de leiding